# John F. C. Turner
John F. C. Turner   (Kensington, 9 de juliol de 1927 - Hastings, 3 de setembre de 2023) va ser un arquitecte que va dedicar els seus estudis a la investigació i a la pràctica de l'habitatge autoconstruït interessant-se en la relació dels usuaris amb l'arquitectura i l'urbanisme.

## Biografia
John F. C. Turner va néixer al 1927 a Londres, Regne Unit. Va estudiar a l'Architectural Association de Londres. Amb trenta anys va anar al Perú on va romandre fins a 1965 duent a terme tasques d'assessoria en els assentaments i barriades dels poblats peruans. Observador i col·laborador en els processos de formació de barris d'habitatge autoconstruïts de Lima i Arequipa, el final de la seva estada de nou anys va coincidir amb el seu interès definitiu en una visió holística de l'habitatge i de l'urbanisme. Entre finals dels seixanta i finals dels setanta va publicar l'essencial de la seva obra, especialment Freedom to Build i Housing by People, traduït aquest darrer a diferents idiomes. Va publicar nombrosos articles sobre aquest assumpte en revistes especialitzades, i va participar en congressos i assessories de cooperació sobre habitatge i hàbitat a tot el món. El seu interès per una concepció àmplia i creativa de l'habitar, per una concepció holística de la construcció de llocs, no s'ha aturat fins avui. Després de rebre el Premi Nobel Alternatiu, Turner continua treballant i pensant que les bones experiències d'habitatge, l'urbanisme des de baix i les velles pràctiques comunitàries locals seran una orientació segura en un sender ecològic que no hem d'esperar més a començar a recórrer.

## Llibres

### Autoconstrucción
"Aquesta selecció de reflexions de Turner vol apropar al lector en espanyol escrits poc coneguts de l'arquitecte; textos que abasten tot el recorregut vital i amb prou feines han estat traduïts al castellà, alguns fins i tot inèdits en anglès: informes per a agències internacionals, articles en premsa política i reflexions mai utilitzades sobre la construcció del lloc on l'autor segueix encara treballant, l'habitatge i una reflexió holística constant sobre la construcció de l'espai inspirada en Patrick Geddes. Aquest volum és el resultat de llargues hores de conversa i consulta de la seva biblioteca i arxiu. Una bibliografia completa tanca el volum."

### Vivenda. Todo el poder para los usuarios[6]
"L'assaig de Turner és una contribució única i oportuna a la teoria i la pràctica de l'habitatge. Les tres lleis de l'habitatge resumeixen les bases psicològiques, socials i econòmiques de la seva tesi. Basa les seves conclusions en el treball i la investigació desenvolupats a Sud-amèrica i a diversos països occidentals durant un gran nombre d'anys, John analitza l'allotjament sota control local davant de l'habitatge administrat centralment, posa de manifest allò antieconòmic i antifuncional d'aquesta última, comenta els valors socials i econòmics, estableix els objectius d'un possible programa i discuteix en quina mesura la política i el finançament de l'habitatge haurien de ser competència d'organismes locals."

#### Tres lleis de l'habitatge
1. Quan els ocupants controlen les decisions més importants i poden oferir la seva pròpia contribució en el disseny, la construcció o la gestió del seu habitatge, tant el procés com el medi ambient produïts estimulen el benestar individual i social. Quan els usuaris no tenen control sobre les decisions clau ni en són responsables, l'ambient de l'allotjament es pot convertir en una barrera per a la realització personal i en una càrrega per a l'economia.
2. El que és rellevant a l'habitatge és el que aquesta és, si no el que fa pels usuaris.
3. Les deficiències i les imperfeccions al teu habitatge són infinitament més tolerables si tu n'ets el responsable que si ho és un altre.